# ECHL Plus Performer Award
Der ECHL Plus Performer Award ist eine Eishockeytrophäe der ECHL, die jährlich an den Spieler der ECHL verliehen wird, der in der Plus/Minus-Statistik führt. Die Auszeichnung wurde erstmals in der Saison 1999/2000 vergeben.

## Gewinner
| Saison    | Spieler                           | Team                                     | +/− |
| --------- | --------------------------------- | ---------------------------------------- | --- |
| 2024/25   | Cade Borchardt                    | Kansas City Mavericks                    | +43 |
| 2023/24   | Maxim Andrejew Grant Gabriele     | Kansas City Mavericks Toledo Walleye     | +34 |
| 2022/23   | Cody Haiskanen Matt Register      | Idaho Steelheads                         | +53 |
| 2021/22   | Will Graber                       | Fort Wayne Komets                        | +37 |
| 2020/21   | John McCarron                     | Florida Everblades                       | +29 |
| 2019/20   | Ben Masella                       | Florida Everblades                       | +40 |
| 2018/19   | Joe Cox                           | Florida Everblades                       | +46 |
| 2017/18   | Logan Roe                         | Florida Everblades                       | +43 |
| 2016/17   | Joël Chouinard                    | Allen Americans                          | +47 |
| 2015/16   | Joey Leach                        | South Carolina Stingrays                 | +40 |
| 2014/15   | Drew Daniels Mike Little          | Fort Wayne Komets Florida Everblades     | +46 |
| 2013/14   | Peter Sivák                       | Alaska Aces                              | +49 |
| 2012/13   | Matt Case                         | Idaho Steelheads                         | +32 |
| 2011/12   | Mathieu Aubin                     | Cincinnati Cyclones                      | +25 |
| 2010/11   | Trent Daavettila Brendan Connolly | Kalamazoo Wings Greenville Road Warriors | +28 |
| 2009/10   | Mark Derlago                      | Idaho Steelheads                         | +34 |
| 2008/09   | Travis Morin                      | South Carolina Stingrays                 | +37 |
| 2007/08   | Chad Starling                     | Cincinnati Cyclones                      | +48 |
| 2006/07   | Matt Shasby                       | Alaska Aces                              | +43 |
| 2005/06   | Peter Metcalf                     | Alaska Aces                              | +44 |
| 2004/05   | Aaron Phillips                    | Pensacola Ice Pilots                     | +36 |
| 2003/04   | Tim Smith                         | Columbia Inferno                         | +40 |
| 2002/03   | Dennis Vial Mike Glumac           | Columbia Inferno Pee Dee Pride           | +37 |
| 2001/02   | Kostjantyn Kalmykow               | Louisiana IceGators                      | +43 |
| 2000/01   | Jay Murphy                        | Louisiana IceGators                      | +32 |
| 1999/2000 | Andy MacIntyre                    | Florida Everblades                       | +46 |